# Jens Jeremies
Jens Jeremies, född 5 mars 1974 i Görlitz, är en tysk före detta professionell fotbollsspelare.
Hårdför defensiv mittfältare som slog igenom i 1860 München och blev landslagsspelare. Jeremies gjorde VM-debut som 24-åring i ett i övrigt ålderstiget tyskt lag och sågs som ett stort framtidsnamn. Jeremies bytte efter VM 1998 till storlaget Bayern München där han blev tysk mästare ett flertal gånger. Han lyckades inte på samma sätt i landslaget där han inte blev en nyckelspelare och tvingades vara avbytare såväl under VM 2002 som EM 2004. Jeremies slutade i landslaget efter EM 2004 och kunde inte heller behålla sin ordinarie plats i Bayern München. 
Jeremies testade under en period i Bayern att spela som libero men flyttades snart tillbaka till sin defensiva position på mittfältet. Det hårdföra spelet gjorde att Jeremies karriär kantades av skador. 2006 avslutade Jeremies proffskarriären.

## Meriter
- A-landskamper: 55
- VM i fotboll: 1998, 2002
  - VM-silver 2002

- EM i fotboll: 2000, 2004

- Champions League-mästare: 2001
- Tysk mästare 1999, 2000, 2001, 2003, 2005